# Cavinula pseudoscutiformis
Cavinula pseudoscutiformis (syn. Navicula pseudoscutiformis)  –  gatunek okrzemek występujących w wodach miękkich na nizinach i w górach.
Gatunek po raz pierwszy opisany z jezior w okolicach Plön (Szlezwik-Holsztyn) przez Friedricha Hustedta, który wówczas uznał go za przedstawiciela rodzaju Navicula. Już wcześniej osobniki tego gatunku były opisywane jako  odmiana Navicula scutelloides var. minutissima.

## Morfologia
Okrywy szeroko eliptyczne lub prawie okrągłe. Długość 3,5–25 μm, szerokość 3–17 μm. Prążki 20–26 w 10 μm, na całej powierzchni okrywy
silnie do bardzo silnie promienistych, w środku naprzemiennie dłuższe i krótsze. Areole 20 do ponad 30 w 10 μm, zazwyczaj dobrze widoczne także u mniejszych okazów. Pole środkowe bardzo słabo wykształcone lub jest go brak. Rafa nitkowata, o bardzo prostym przebiegu z raczej oddalonymi od siebie porami środkowymi.

## Ekologia
Cavinula pseudoscutiformis jest gatunkiem bentosowym. Zasiedla głównie wody miękkie na nizinach i w górach. W twardowodnych, alkalicznych wodach również występuje, ale tylko w populacjach o niewielkiej liczbie osobników. Optimum ekologiczne gatunku, który uważany jest za wskaźnik bardzo dobrej jakości wód, niewątpliwie występuje w wodach stojących. Z wód płynących znane są jedynie nieliczne doniesienia. Gatunek kosmopolityczny.
W polskim wskaźniku okrzemkowym do oceny stanu ekologicznego jezior jest uznany za gatunek referencyjny dla wszystkich typów jezior, a przypisany wskaźnik saprobii – 0,4 – wskazuje na preferencje wód czystych. W analogicznym wskaźniku dla rzek (IO) uznany za gatunek referencyjny zarówno dla rzek o podłożu węglanowym, jak i krzemianowym. Przypisano mu wartość wskaźnika trofii równą 1,4, natomiast wskaźnika saprobii 1,0, co odpowiada preferencjom wód mało zanieczyszczonych.

## Gatunki podobne
Cavinula cocconeiformis posiada bardziej rombowato-lancetowatąte okrywy. Cavinula jaernefeltii różni się gęściej ustawionymi areolami (30–40 w 10 μm), które widoczne są tylko u większych osobników, i poprzez słabiej promieniste ustawienie prążków w środku okrywy. Cavinula scutelloides jest wyraźnie rzadziej prążkowana (7–14 w 10 μm).